# Ostmarka
Ostmarka (niem.: Mark) – jednostka monetarna wprowadzona do obiegu w 1918 r. przez niemieckie władze okupacyjne na terenach tzw. Ober-Ost, czyli okupacji niemieckiej Suwalszczyzny, Grodzieńszczyzny, Wileńszczyzny oraz Litwy i Łotwy. W późniejszych miesiącach 1918 weszła do obiegu również w Estonii. Dzieliła się na 100 fenigów.

## Historia

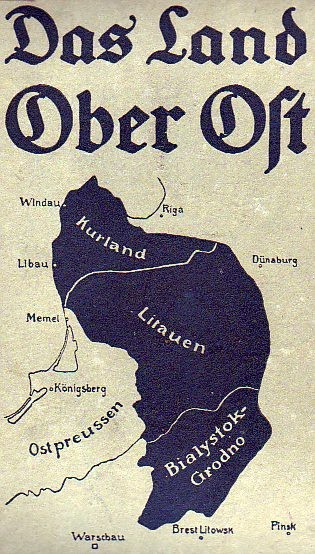
Mapa terenów Ober-Ost z niemieckiego plakatu propagandowego z lat I wojny światowej

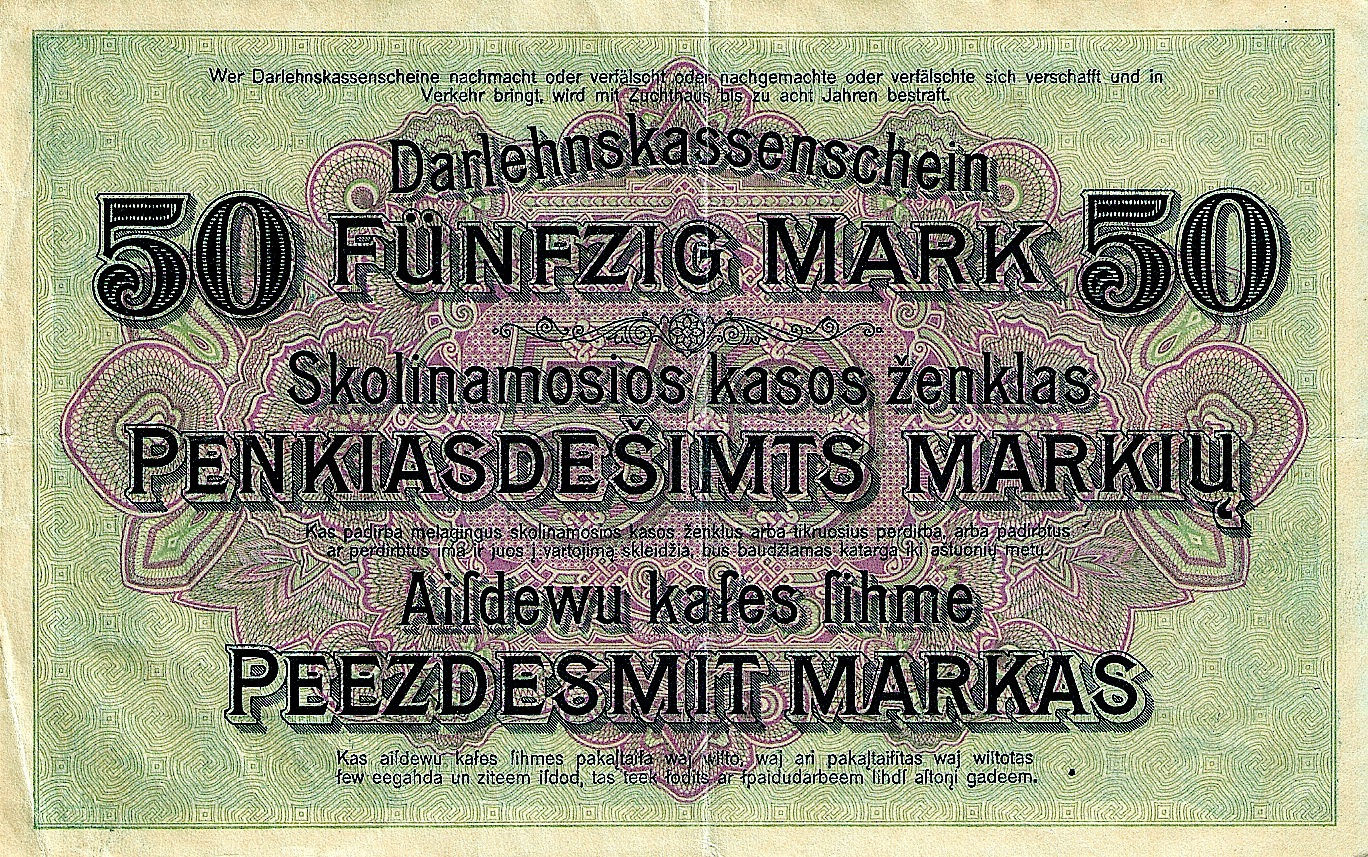
Rewers banknotu 50 ostmarek z 1918 z trójjęzycznym napisem niemiecko-litewsko-łotewskim

Niemiecka administracja okupacyjna, zwana potocznie Ober-Ost (Gebiet des Oberbefehlshabers Ost), została utworzona w 1915 r., po wyparciu wojsk rosyjskich z terenów guberni grodzieńskiej, kowieńskiej, kurlandzkiej, suwalskiej i wileńskiej. Początkowo na tych terenach władze okupacyjne wprowadziły do obiegu ostrubla, który miał wyprzeć pozostającego w obiegu rubla rosyjskiego (1916). Emitentem była Wschodnia Kasa Pożyczkowa, Darlehnskasse Ost, będąca agendą niemieckiego Banku Wschodniego Handlu i Rzemiosła z siedzibą w Poznaniu. Po usamodzielnieniu się Wschodniej Kasy Pożyczkowej ustanowiono jej siedzibą Kowno, gdzie w kwietniu 1918 wyemitowano banknoty przeznaczone do obiegu na terenach Ober-Ost. Do obiegu wprowadzono banknoty o następujących nominałach:
- ½ marki
- 1 marka
- 2 marki
- 5 marek
- 20 marek
- 50 marek
- 100 marek
- 1000 marek.

W obiegu były jedynie banknoty, monet nie wybijano. Wszystkie posiadały napisy w językach: litewskim, łotewskim i niemieckim. Pod względem graficznym banknoty poniżej 100 marek nie wyróżniały się niczym szczególnym, a na ich szatę graficzną składały się napisy i ramka z ornamentem. Jedynie banknoty 100 i 1000 markowe posiadały bardziej interesującą szatę graficzną, dość typową dla okresu w którym powstały (postaci alegoryczne, festony składające się z owoców, liści i wstążek itd.).
Ostmarka objęła swym zasięgiem pozostałą część Inflant z Estonią w 1918, po opanowaniu tych ziem przez Niemców. Waluta ta pozostała w obiegu na terenie krajów bałtyckich do wprowadzenia poszczególnych walut narodowych we wczesnych latach 20. XX w.: marki estońskiej, rubla łotewskiego (a następnie łata łotewskiego) i lita litewskiego.